# 다누마 오키타카
다누마 오키타카(일본어: 田沼意尊, 1819년 ~ 1870년 1월 25일)는 막말의 다이묘이다. 에도 막부에선 와카도시요리를 역임하였다. 도토미 사가라번주, 가즈사 고쿠보 번 초대 번주를 지냈다. 사가라 번 다누마가(相良藩田沼家) 제8대 당주. 증조부는 다누마 오키쓰구이다.
| 전임 다누마 오키토메 | 사가라번 번주 (다누마가) 1840년 ~ 1868년 | 후임 폐번 |

|  | 제1대 고쿠보 번 번주 (다누마가) 1868년 ~ 1869년 | 후임 다누마 오키나리 |